# Sub City Records
La Sub City Records è un'etichetta discografica creata dalla Hopeless Records per raccogliere fondi e fare opere di sensibilizzazione per organizzazioni non-profit. Sub City è attiva dal 1999 e ha all'attivo più di 40 pubblicazioni.
L'etichetta ha donato oltre 2 milioni di dollari a più di 50 organizzazioni non-profit. I proventi sono generati dalle pubblicazioni della Sub City e, fino al 2015, dall'annuale Take Action Tour. 
La società della Hopeless raccoglie fondi donando il 5% (2,5% dai diritti d'autore e 2,5% dall'etichetta) dei proventi raccolti dal prezzo di listino suggerito degli album pubblicati da Sub City.
Inoltre Sub City organizzava un evento mensile chiamato Stake Club dove la gente del settore e altri si riuniscono per conoscere le organizzazioni con cui collabora l'etichetta.
Lo slogan dell'etichetta è «Make a positive impact», cioè "Abbi un impatto positivo".

## Artisti
- Against All Authority
- Fifteen/Jeff Ott
- Funeral Oration
- Kaddisfly
- Mêlée
- Mike Park
- Scared of Chaka
- Thrice
- The Weakerthans

## Compilation
Take Action Tour
- 2001 – Take Action! Vol. 1
- 2002 – Plea for Peace/Take Action! Vol. 2
- 2003 – Take Action! Vol. 3
- 2004 – Take Action! Vol. 4
- 2006 – Take Action! Vol. 5
- 2007 – Take Action! Vol. 6
- 2008 – Take Action! Vol. 7
- 2009 – Take Action! Vol. 8
- 2010 – Take Action! Vol. 9
- 2011 – Take Action! Vol. 10
- 2013 – Take Action! Vol. 11

Songs That Saved My Life
- 2018 – Songs That Saved My Life
- 2019 – Songs That Saved My Life Vol.2